# 帝国军旗
帝国军旗（德語：Reichskriegsflagge）指的是德国武装力量曾使用过的一些军旗和軍艦旗。1848-49年间以及1867-71到1945年间一共有过8种不同的军旗设计。
而如今，該術語通常指 1867 年至 1871 年至 1918 年期間所使用的戰爭旗幟，即德意志帝國的戰旗。而現代的一些右翼或新納粹份子也會懸掛帝国军旗以替代被禁止的旗幟。

## 歷史

### 日耳曼邦聯

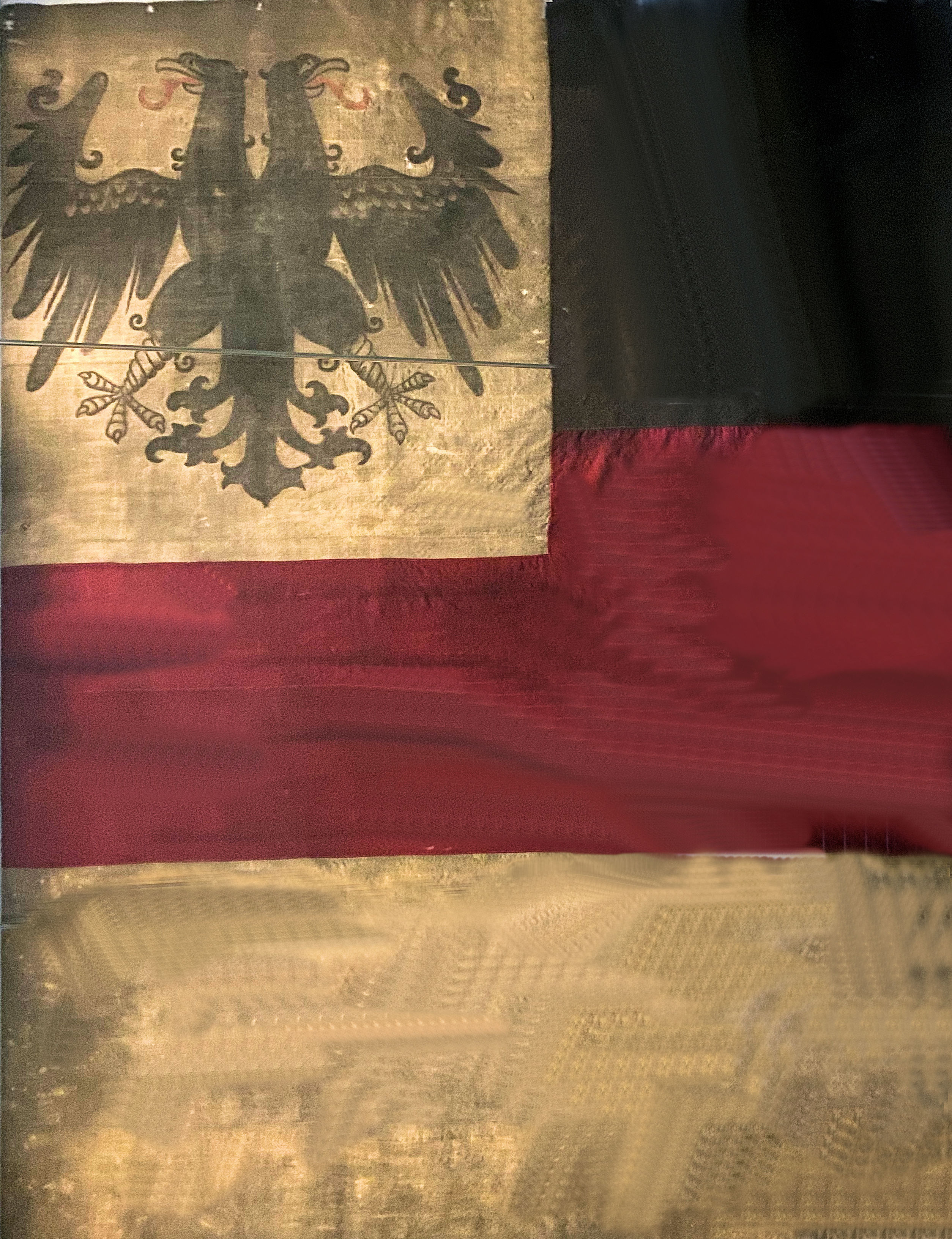
1848年海軍戰旗。

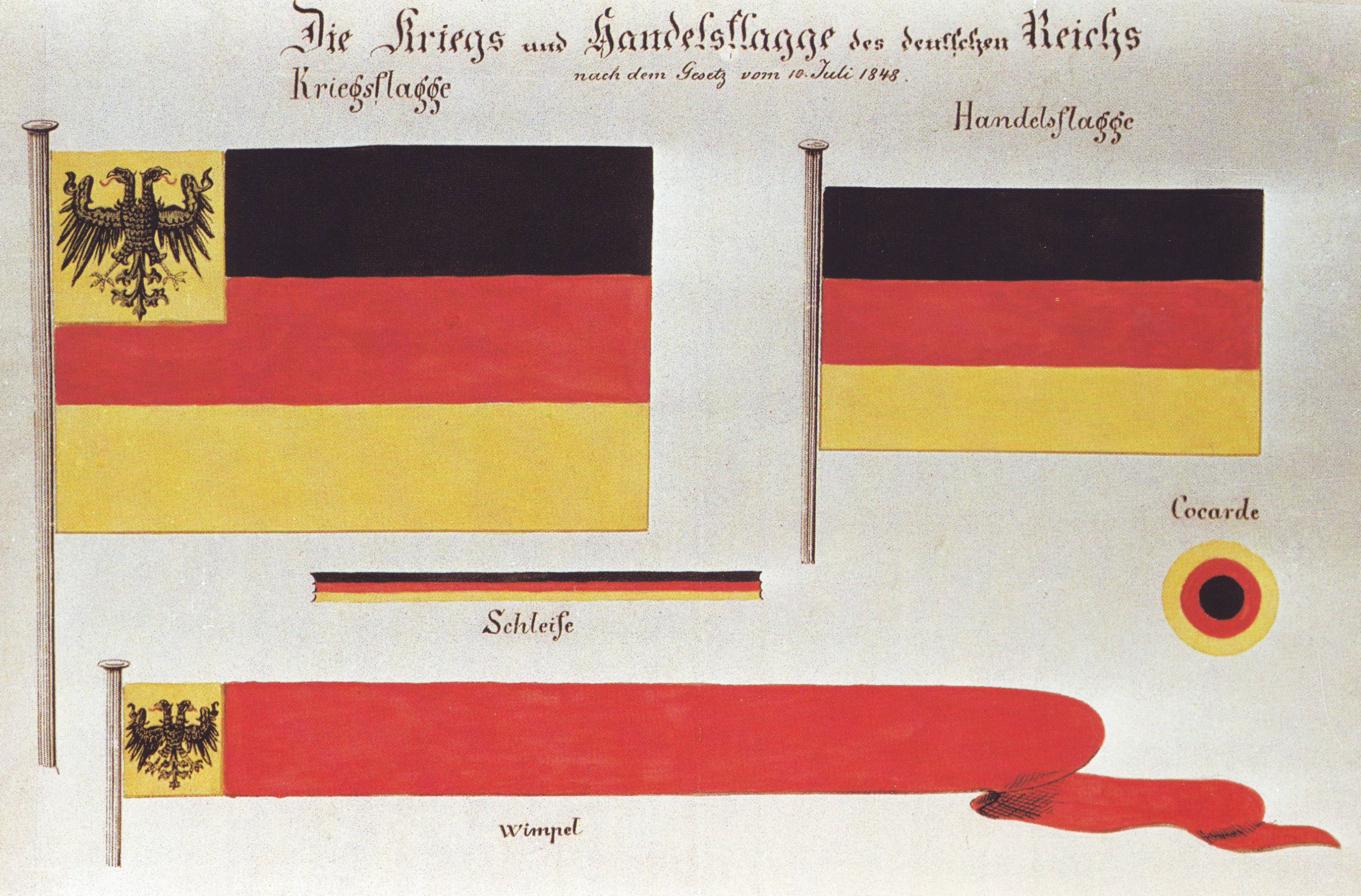
1848年訂定的德意志國軍旗及商船旗。

萊茵邦聯解散後，零星的德意志邦國與兩大德意志國家－普魯士及奧地利便共同成立一個新的邦聯團體，其中也為該邦聯製作了一面戰爭旗。
而在1848年—1849年間短暫成立的準國家德意志國也曾設計過新的戰旗和商船旗，但唯獨其存在時間不長，其海軍國民議會艦隊在成立期間也僅發生過一次戰爭。
邦聯議會已於1848年3月9日採用了新的德國國旗，但議會和盟國忘記向外國列強宣布更換的新國旗。到 1850年5月，這面旗幟才得到了美國、荷蘭、比利時、薩丁尼亞王國、奧斯曼帝國、葡萄牙、兩西西里王國、西班牙、希臘和（有條件的）法國的承認。 
而重建後的德意志聯邦接管了這支艦隊，但在1852年將其出售，並直到1860年代才再次使用德意志代表色。

日耳曼邦聯戰爭旗

### 北德意志邦聯

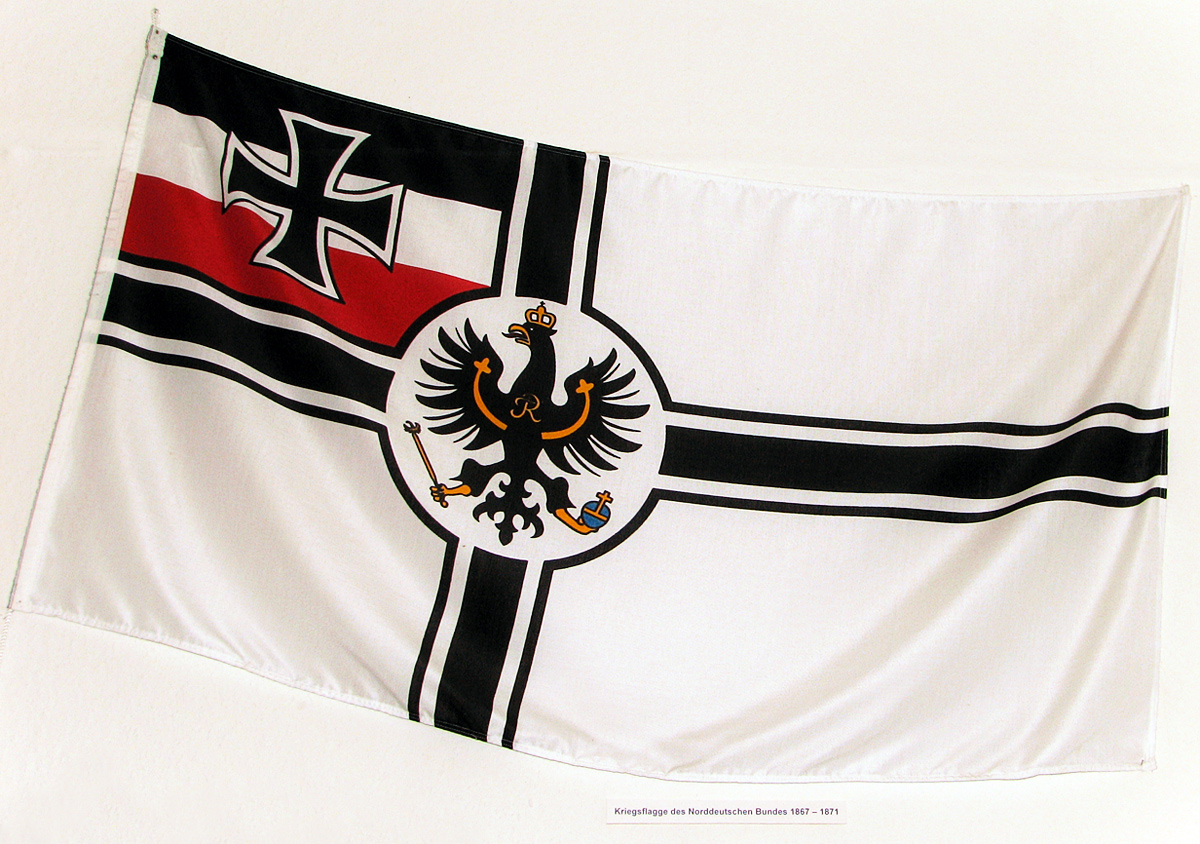
1867年訂定的北德意志邦聯戰旗實體。

在普奧戰爭結束後，打敗奧地利的普魯士在統一了絕大多數德意志邦國後，便成立了以普魯士為主的北德意志邦聯，而由於新生的北德意志邦聯中沒有了奧地利的存在，故原先代表德意志邦聯的黑紅黃三色旗以被認為不合時宜（該三色旗在當時是大德意志主義的旗幟，且傳統上認為該旗幟的黃色部分代表奧地利），因此普魯士國王兼任邦聯主席的威廉一世要求設計一面以普魯士為主且沒有傳統德意志色彩的新旗幟，而最終北德意志邦聯設計出一款帶有黑－白－紅三色的旗幟（黑白代表普魯士，紅色代表漢薩同盟）。

北德意志邦聯海軍總司令普魯士的阿達爾貝特受命設計新款旗幟，至1850 年左右，他已完成了為普魯士王國所控制的北德意志邦聯設計出了新的戰爭旗，但由於該計畫生變，而導致其所設計的旗幟從未正式使用。其原先設計的旗幟中採用了舊邦聯的三色旗，且因為普魯士王國的大量介入，因此旗幟中含有鐵十字的元素

阿達爾伯特親王早期所設計的戰旗

而最後採用的旗幟也成為之後德意志帝國建國後的戰旗，類似北德意志商船旗。

北德意志邦聯軍旗的提議（1867年）
北德意志邦聯戰爭旗幟的最終設計（1867年）

### 德意志帝國

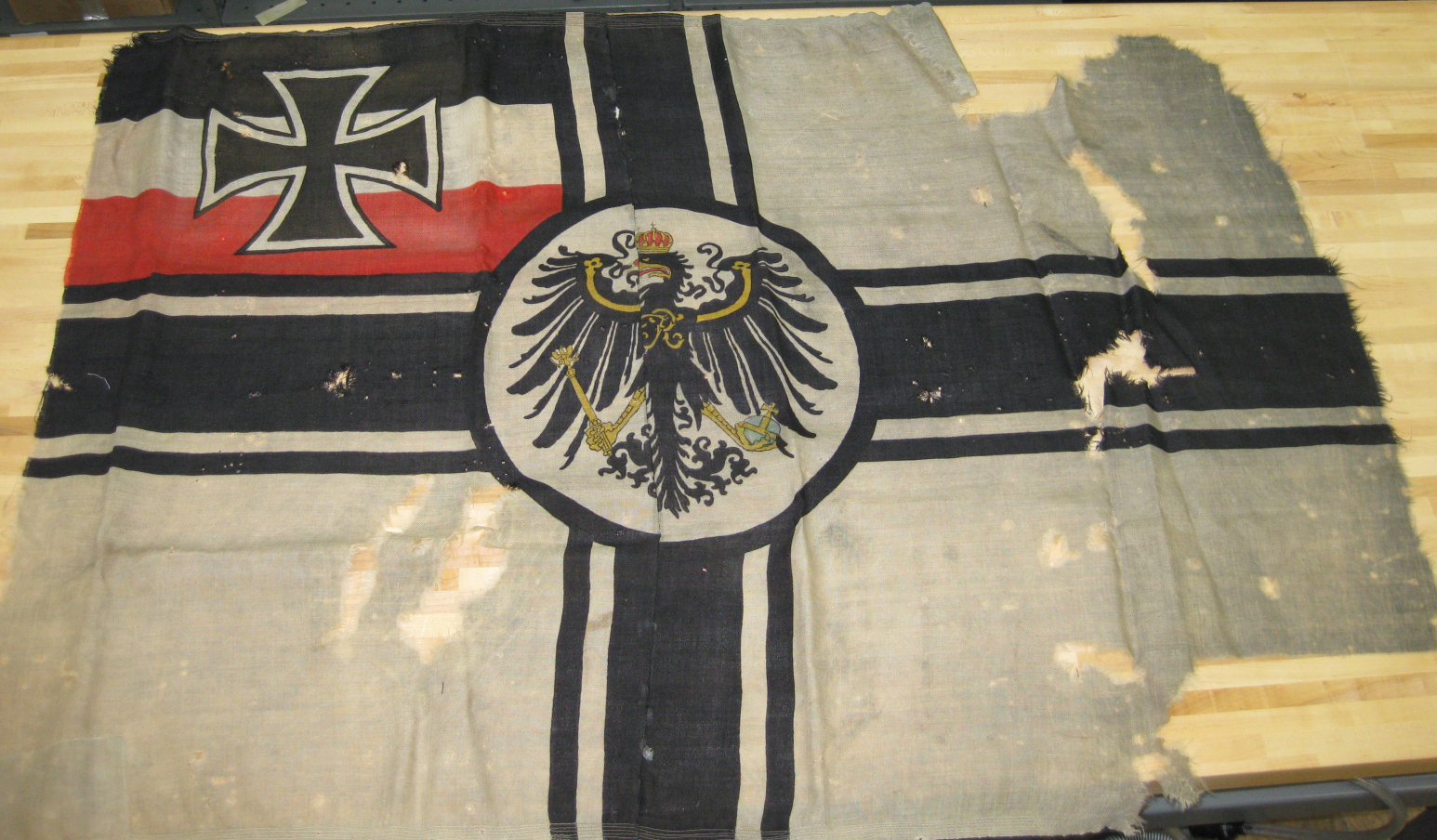
一戰時期使用的帝國戰旗。

德意志帝國成立後，原先的北德意志邦聯的國旗及戰旗則繼續沿用，但在威廉二世時代則有變更過細節，並且在一戰時期就已普遍使用。
他的設計中繼承了原先的普魯士黑白兩色以及帝國鷹的標誌，左上角則使用德意志帝國國旗加上鐵十字的標誌。

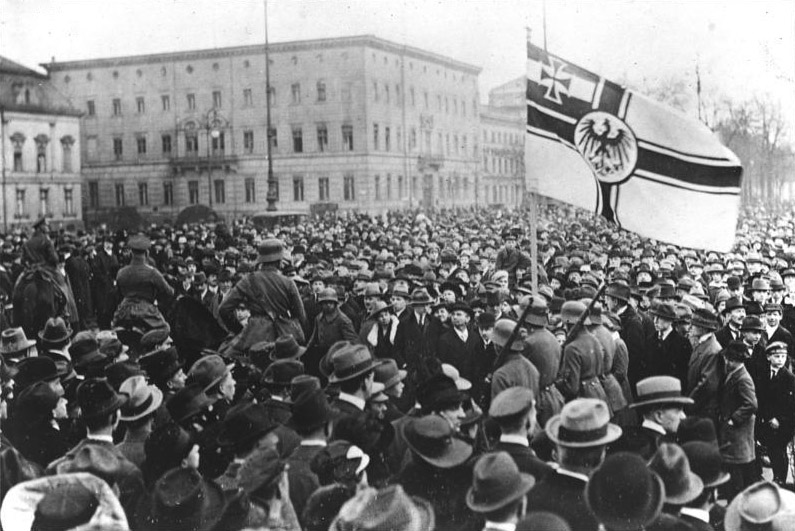
卡普政變中揮舞著帝國戰旗的人群。

直至1919年，戰敗的德意志帝國被威瑪共和國取代，旗幟也被替換成日耳曼邦聯時期的黑－紅－黃旗，但在當時的一些民族主義者當中，常使用帝國戰旗來代表對共和國的不滿，其中包括1920年企圖推翻威瑪政府的卡普政變。

而威瑪共和國時旗也曾設計了一面基於帝國戰旗設計的共和國戰旗，但未正式使用。

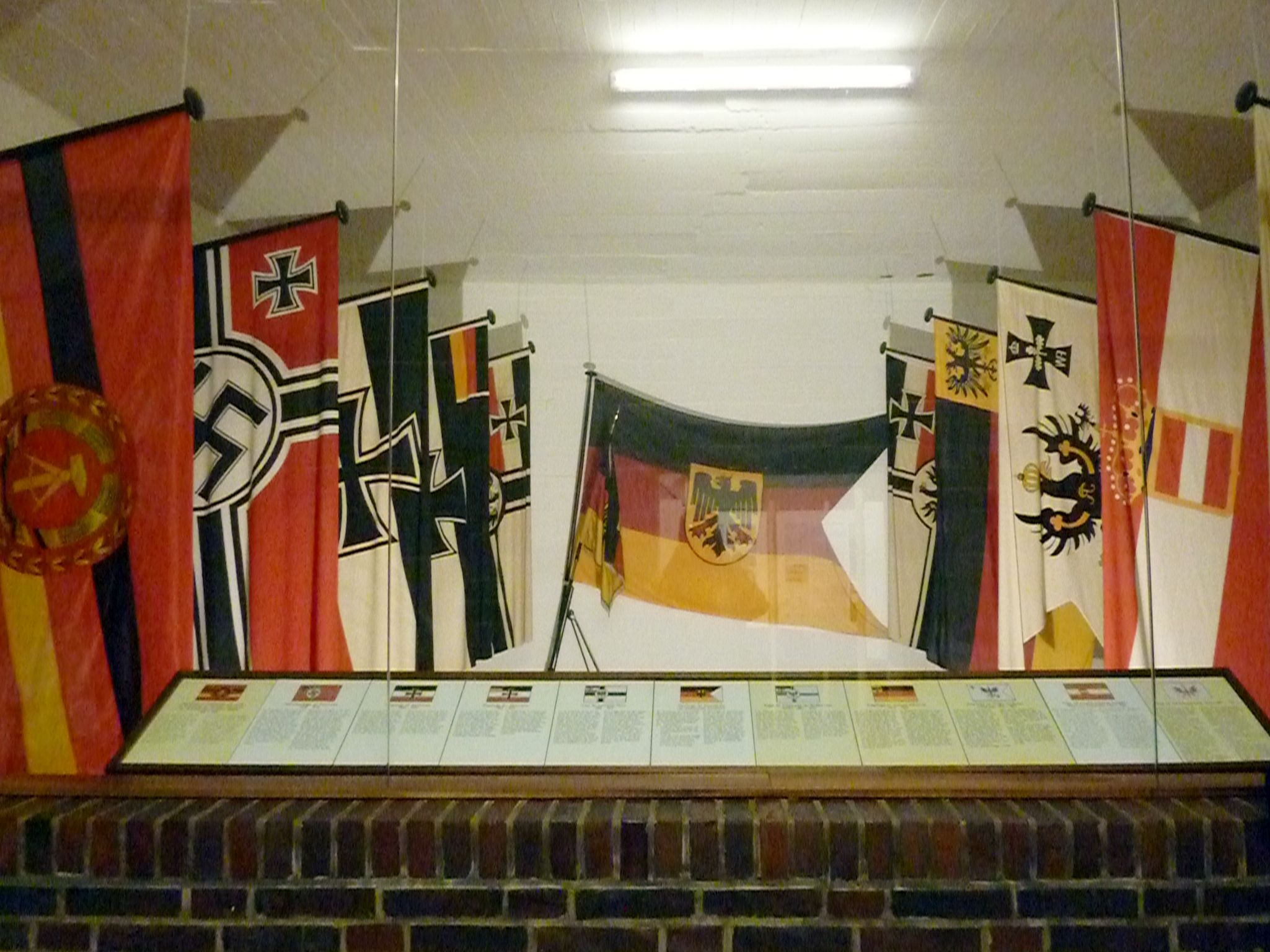
帝国军旗

沿用北德意志邦聯戰旗的帝國戰旗 (1871–1892) (Reichskriegsfahne)
帝國海軍戰旗 (1892–1903)
帝國海軍戰旗 (1903–1919)
威瑪共和國戰旗（1919–1921,名義上，但從未使用）
威瑪共和國戰旗 (1921–1933)

### 納粹德國

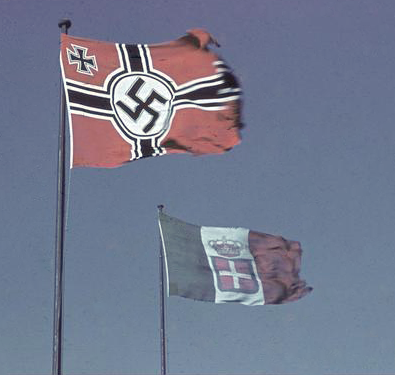
二戰時期納粹軍旗與義大利王國國旗，1943年6月。

在納粹黨掌權的初期，德國依舊使用原先的威瑪戰旗，但在中心鐵十字的部分向左移動，並取消左上角的國旗圖示，而一直到1935年才開始採用新設計的卐字戰旗。

戰旗 (1933–1935)
戰旗 (1935–1938)
戰旗 (1938–1945)